# Nikolaos Mantzaros

Nikolaos Mantzaros

Nikolaos Chalikiopoulos Mantzaros (griechisch Νικόλαος Χαλικιόπουλος Μάντζαρος, üblicherweise nur Nikolaos Mantzaros, italienisch Niccolò Mantzaro, * 26. Oktoberjul. / 6. November 1795greg. auf Korfu; † 31. Märzjul. / 12. April 1872greg. ebenda) war ein griechischer Komponist und Musikpädagoge. Als führender Komponist und Lehrer der frühen Ionischen Schule beeinflusste er die griechische Musik des 19. Jahrhunderts nachhaltig.

## Familie und Ausbildung
Mantzaros entstammte einer alteingesessenen und sehr wohlhabenden Familie. Seine erste musikalische Ausbildung erhielt er in seiner Heimat von den Brüdern Stefano (Klavier) und Gerolamo Pojago (Violine). Seine ersten Kompositionen erklangen schon 1815 im Nobile Teatro di San Giacomo in Korfu. Ab 1819 unternahm er eine Reihe von Reisen nach Italien, wo er sich als Schüler von Niccolò Antonio Zingarelli weiterbildete.

## Beruf und Werke
Mantzaros wirkte ab 1826 als Komponist und Musiklehrer auf Korfu, wo er das erste griechische Konservatorium, die Società Filarmonica di Corfù, gründete. Er komponierte 24 Ouvertüren, drei Messen und zahlreiche andere kirchenmusikalische Werke, ferner Klavierstücke, Tänze und Märsche. 
In den Jahren 1829 und 1830 vertonte er 24 der 158 Strophen der Hymne an die Freiheit, die sein Freund Dionysios Solomos 1823 auf der Ionischen Insel Zakynthos gedichtet hatte. Diese Version, von der nur die beiden ersten – volkstümlichen – Strophen gesungen werden, wurde am 4. August 1865 von König Georg I. zur griechischen Nationalhymne erklärt.
Bereits 1844 hatte der erste griechische König, Otto I. von Wittelsbach, Mantzaros für eine „ernstere“ Zweitkomposition einen Orden verliehen und diese Fassung für offizielle Anlässe im Königspalast benutzt. Als Nationalhymne diente damals allerdings noch die Hymne des Königreichs Bayern.
Gedruckt wurde das Originalwerk nur ein einziges Mal, nämlich 1873, ein Jahr nach Mantzaros’ Tod, in London, weil der Komponist sein Manuskript lange Zeit nicht zur Verfügung gestellt hatte.